# Фелькс
Фелькс (нем. Schloß Felx, рус. Фельксъ), также мыза Ве́лизе (эст. Velise mõis) — рыцарская мыза (имение) в волости Мярьямаа уезда Рапламаа в Эстонии. Основана в XIII веке. Согласно историческому административному делению относилась к приходу Вигала. В годы Российской империи находилась на территории Эстляндской губернии и относилась к приходу Фикель. Владельцами мызы до её перехода в собственность государства были три дворянских семейства: Икскюль, Веттер-Розенталь и Майдель.

## История мызы
Первое упоминание о мызе относится к 1264 году. В средние века владельцами мызы были Икскюли — одно  из самых могущественных вассальных семейств Старой Ливонии. Центральным строением мызы были укреплённое городище Велизе, после возведения которого Икскюли построили ещё одно городище в Киви-Вигала.
Во время Ливонской войны, в сентябре 1560 года, городище Велизе было сожжено русскими войсками.
Позже городище не восстанавливали, и оно осталось в развалинах. В XIX столетии на этих развалинах было построено господское здание мызы Велизе в стиле классицизма. Для его строительства использовали также уцелевшие части стен городища. Так как господское здание мызы находилось на холме, спереди оно было одноэтажным, а сзади — двухэтажным.
В 1582 году мыза была упомянута под названием Велкес (Velkes).
На военно-топографических картах Российской империи (1846–1863 годы), в состав которой входила Эстляндская губерния, мыза обозначена как мз. Фельксъ.
В XIX столетии мыза долго принадлежала семейству Веттер-Розенталь (von Wetter-Rosenthal), затем была во владении Майделей. Последним владельцем мызы до её национализации в ходе земельной реформы 1919 года был Богдан фон Майдель .
Господское здание мызы было сожжено во время крестьянского восстания в 1905 году. В 1920–1930-х годах его полностью разрушили для получения строительного материала. Сейчас о городище и главном здании мызы напоминает только невысокий холмик в большом парке, на вершине которого установлен памятный камень.
В полутора километрах к северо-западу от сердца мызы находятся семейные кладбища Веттер-Розенталей и Майделей. Часовня кладбища фон Майделей была построена в конце 19-го столетия и хорошо сохранилась. Однако, остроугольный готический портал часовни и бывшая в нём резная дверь в стиле барокко (происходящие из Старого города Таллина), были выломаны и теперь находятся в коллекции Таллинского городского музея. Часовня Веттер-Розенталей, возведённая в 1820-х годах, разрушена.

## Мызный комплекс
В Государственный регистр памятников культуры Эстонии внесено семейное кладбище Майделей с часовней (находится в удовлетворительном состоянии) и территория бывшего городища Велизе. В часовне захоронен Карл Антон Майдель (1816—1885), его жена Лилли (урожд. Розен, ум. 1910) и Борис Майдель (1890—1913).
В перестроенном виде сохранились некоторые вспомогательные здания мызы.

## Фотографии
- Господский особняк (главное здание) мызы Фелькс (Велизе), Национальный архив Эстонии
- Задний фасад мызы Фелькс (Велизе) после революции 1905 года, Национальный архив Эстонии